# Anne Malherbe Gosseline
Anne Malherbe Gosseline (Namur, 16 de diciembre de 1968) es una educadora belga, esposa del expresidente ecuatoriano Rafael Correa Delgado. Extraoficialmente fue reconocida como primera dama de Ecuador entre los años 2007 y 2017, aunque ella y su esposo rechazaron el término y no ostentó ningún cargo público.

## Biografía
Nació el 16 de diciembre de 1968 en la ciudad de Namur, Bélgica, como hija legítima de Paul Malherbe y su esposa Chantal Gosseline, ambos también de nacionalidad belga.

### Matrimonio y descendencia
Conoció a Rafael Correa mientras ambos cursaban estudios en la Universidad Católica de Lovaina, en el país natal de Anne. Posteriormente, en 1992, contrajeron matrimonio y se establecieron en Ecuador.
La pareja tiene tres hijos, a saber:
- Sofía Bernardette Correa
- Anne Dominique Correa
- Rafael Miguel Correa

## Declaraciones públicas
Desde los inicios de la gestión de su esposo prefirió mantener un bajo perfil público y dedicarse a sus labores de docente y madre. La única declaración pública de carácter político que hizo en los primeros meses de gobierno de Correa fueron sobre este tema precisamente; alegó que renunciaba a ser la primera dama porque todas las mujeres son iguales, y las personas que piensan que valen por sus propios méritos y no por la posición de su cónyuge, se sintieron confirmadas.  Recibió el total y completo apoyo de su esposo en esta decisión.
Se conoció muy poco de ella, la única declaración pública de Malherbe fue el 31 de julio de 2007, cuando en entrevista telefónica a la Agencia EFE se refirió al caso de la niña ecuatoriana Angélica Loja Cajamarca, que había sido retenida junto con su madre en Bélgica por no portar papeles, y que habían sido encerradas en un centro para indocumentados. La primera dama dijo sentir vergüenza de lo que su país le estaba haciendo a una niña de tan solo 11 años.
En febrero de 2017, poco antes de finalizar el periodo de su esposo frente al Gobierno, Anne Malherbe fue ampliamente criticada por una parte de la población ecuatoriana al apoyar a uno de los docentes del colegio La Condamine de Quito, sentenciado a 22 años de cárcel por la violación de un estudiante de 5 años de edad. El caso, conocido como "el Principito", fue reabierto y la presencia de la esposa del Presidente en las afueras de los juzgados generó incomodidad en la ciudadanía, que empezó a cuestionar la transparencia del proceso por una posible influencia de la primera dama.